# Кети Акер
Кети Акер (Њујорк, 18. април 1947 [спорно] – Тихуана, 30. новембар 1997) била је амерички експериментални романописац, драматург, есејиста и постмодернистички писац. Позната је по свом идиосинкратичном и трансгресивном писању које се бави темама као што су траума из детињства, сексуалност и побуна. На њу су утицали песници из школе Блек Маунтен, Вилијам С. Бароуз, Дејвид Антин, Кероли Шнеман, Еленор Антин, француска критичка теорија, мистицизам и порнографија, као и класична књижевност.

## Биографија

### Рани живот
Она је једино дете Доналда и Клер (рођена Вајл) Леман, Акер је рођена као Карен Леман у Њујорку 1947, иако је у Конгресној библиотеци њена година рођења 1948, док су уредници Енциклопедија Британика навели годину њеног рођења 18. априла 1948, Њујорк, Њујорк, САД и умрла 30. новембра 1997, Тихуана, Мексико. Већина некролога, укључујући The New York Times, наводи њену годину рођења као 1944.
Њена породица је била из богатог, асимилованог, немачко-јеврејског миљеа. Нису били верски Јевреји. Њена бака по оцу, Флоренс Вајл, била је аустријска Јеврејка која је наследила мало богатство од мужевљевог посла производње рукавица. Акерова бака и деда отишли су у политичко изгнанство из Алзас-Лорене пре Првог светског рата, због растућег национализма преднацистичке Немачке, преселивши се у Париз, а затим у Сједињене Државе. Према самој Акеровој, њени деда и бака били су „прва генерација француско-немачких Јевреја“ чији су преци пореклом из Пале насеља. У интервјуу за часопис Tattoo Jew, Акер је изјавила да јој религиозни јудаизам „ништа не значи. Не бежим од њега, само ми ништа не значи“ и прецизирала да су њени родитељи били „високонемачки Јевреји“ који су имали културне предрасуде према источноевропским Јеврејима који говоре јидиш. („Учена сам да бежим од пољских Јевреја.“)
Трудноћа је била непланирана; Доналд Лехман је напустио породицу пре Карениног рођења. Њен однос са својом доминантном мајком чак иу одраслој доби био је пун непријатељства и анксиозности јер се Акер осећао невољено и непожељно. Њена мајка се убрзо поново удала, за Алберта Александра, чије је презиме добила Карен, иако је списатељица касније описала мајчину заједницу са Александром као бестрасни брак са неуспешним мушкарцем. Карен (касније Кети) је имала полусестру Венди из другог брака своје мајке, али оне никада нису биле блиске и дуго су биле међусобно отуђене. До Кетине смрти, она је захтевала да њени пријатељи не контактирају Венди. Акер је одрасла у кући своје мајке и очуха у четврти Сатон Плејс у просперитетном делу Менхетена. Године 1978. Клер Александер, Каренина мајка је извршила самоубиство. Као одрасла особа, Акер је покушала да уђе у траг свом оцу, али је одустала од потраге након што је открила да је њен отац нестао након што је убио преступника на својој јахти и провео шест месеци у психијатријском азилу, док га држава није ослободила оптужби за убиство.

### Образовање
Акер је похађала школу Birch Wathen Lenox приватну школу за девојчице на Апер Ист Енд-у. Као додипломски студије на Универзитету Брандеис, студирала је класику и „искористила је попуштање обичаје, и суделовала је у оргијама које су организовала деца из позоришта“. Године 1966. удала се за Роберта Акера и узела његово презиме. Роберт Акер је био син пољско-јеврејских имиграната ниже средње класе. Њена мајка и очух су се надали да ће се удати за богатог човека и нису очекивали да ће брак са Акером дуго трајати. Заинтересовала се за писање романа и са Робертом се преселила у Калифорнију да похађа Универзитет Калифорније у Сан Дијегу, где су јој међу наставницима били Дејвид Антин, Еленор Антин и Џером Ротенберг. Дипломирала је 1968. године. Након пресељења у Њујорк, похађала је две године постдипломских студија на Сити колеџ Њујорк у области класичних наука, специјализујући грчки језик. Није дипломирала. Током боравка у Њујорку, била је запослена као службеница, секретарица, стриптизета и порно извођач.

### Почетак каријере и везе
Иако је њено рођено име било Карен, својим пријатељима и породици је била позната као Кети. Њено прво дело појавило се у штампи као део тада растућег књижевног подземља Њујорка средином 1970-их. Током 1970-их, Акер се често кретала између Сан Дијега, Сан Франциска и Њујорка. Удала се за композитора и експерименталног музичара Питера Гордона мало пре краја њихове седмогодишње везе. Касније је имала везе са теоретичарком, издавачем и критичарком Силвере Лотрингер, а затим и са филмским ствараоцем и филмским теоретичарем Питером Воленом. Године 1996. Акер је напустила Сан Франциско и преселила се у Лондон да живи са писцем и музичким критичарем Чарлсом Шаром Марејем. Удавала се два пута. Била је отворено бисексуална.

### Каснији живот и смрт
Априла 1996. дијагностикован јој је рак дојке и она је изабрала двоструку мастектомију. У јануару 1997. написала је о свом губитку вере у конвенционалну медицину у чланку за Гардијан, „The Gift of Disease“.
У чланку објашњава да је након неуспешне операције, због које се осећала физички осакаћеном и емоционално ослабљеном, одбацила пасивност пацијента у конвенционалној медицини и почела да тражи савете нутрициониста, акупунктуриста, психичких исцелитеља и кинеских травара. Она је сматрала привлачном тврдњу да уместо да буде предмет знања, као у западној медицини, пацијент постаје видовњак, трагач за мудрошћу, да болест постаје учитељ, а пацијент ученик. Након што је практиковала неколико облика алтернативне медицине у Енглеској и Сједињеним Америчким Државама, Акер је умро годину и по дана касније, 30. новембра 1997. године, у 50. години, од компликација рака у клиници за алтернативни рак у Тихуани, јединој установи за алтернативно лечење која прихватио је са узнапредовалом фазом рака. Умрла је у ономе што се звало "Соба 101", на шта је њен пријатељ Алан Мур рекао: "Не постоји ништа што жена не може да претвори у књижевну референцу." (Соба 101, у врхунцу 1984 Џорџа Орвела, испоставља се да је одаја за мучење у којој Унутрашња партија подвргава своје политичке затворенике њиховим најгорим страховима.)

## Књижевни преглед
Акер је био повезан са њујоршким панк покретом касних 1970-их и раних 1980-их. Панк естетика је утицала на њен књижевни стил. Седамдесетих година прошлог века, пре него што је термин „постмодернизам“ постао популаран, Акер је почела да пише своје књиге. Ове књиге садрже карактеристике које би се на крају сматрале постмодернистичким радом. Њена контроверзна дела у великој мери позајмљују експерименталне стилове Вилијама С. Бароуза и Маргерит Дурас. Њене стратегије писања повремено су користиле форме пастиша и користиле су Бароузову технику сечења, укључујући исецање и преклапање пасуса и реченица у помало насумични ремикс. Акер је дефинисао њено писање као постојећу европску традицију пост ноувеау романа. У својим текстовима комбинује биографске елементе, моћ, секс и насиље. Заиста, критичари често упоређују њене књиге са писањем Жана Женеа. Критичари су приметили везе са Гертрудом Стајн и фотографкињама Синди Шерман и Шери Левин. Акерови романи такође показују фасцинацију и дуг према тетоважама. Посветила је Царство бесмисла свом тату мајстору.
Акер је објавила своју прву књигу, Политика, 1972. Иако овa збирка песама и есеја није изазвала велику пажњу критике и јавности, ипак је успоставила њену репутацију на њујоршкој панк сцени. Године 1973. објавила је свој први роман (под псеудонимом Црна Тарантула), The Childlike Life of the Black Tarantula: Some Lives of Murderesses. Следеће године објавила је свој други роман, I Dreamt I Was a Nymphomaniac: Imagining. Оба дела су поново штампана у Портрету ока.
Године 1979. привукла је шиору пажњу након што је освојила Pushcart Prize за своју кратку причу „Њујорк 1979.“ Међутим, није добила критичку пажњу све до објављивања Великих очекивања 1982. године. Отварање Великих очекивања је очигледно преписивање истоименог дела Чарлса Дикенса. Садржи њену уобичајену тему, укључујући полуаутобиографски приказ самоубиства њене мајке и присвајање неколико других текстова, укључујући насилни и сексуално експлицитни „Eden Eden Eden“ Пјера Гијота  Исте године, Акер је објавио књигу под насловом Hello, I'm Erica Jong. Вукла је утицаје од низа познатих писаца. Ови писци су Чарлс Дикенс, Натанијел Хоторн, Џон Китс, Вилијам Фокнер, Т. С. Елиот, сестре Бронте, Маркиз де Сад, Жорж Батај и Артур Рембо.
Акерова је написала сценарио за филм Variety из 1983. године. Акер је написао текст о фотографу Маркусу Ледердејлу који је објављен 1983. у уметничком каталогу за Молотовљеву галерију у Бечу.
Године 1984., Акерова прва британска публикација, роман Крв и црева у средњој школи, објављена је убрзо након објављивања у Грове Прессу у Њујорку. Исте године потписала ју је Грове Пресс, један од легендарних независних издавача посвећених контроверзном и авангардном писању; била је један од последњих писаца које је Барни Росет преузео пре краја свог мандата тамо. Већину њених радова објавили су, укључујући реиздања важних ранијих радова. Писала је за неколико часописа и антологија, укључујући часописе RE/Search, Angel Exhaust, monochrom те Rapid Eye. Како се ближила крају свог живота, њен рад је био боље прихваћен од стране конвенционалне штампе; на пример, Гардијан је објавио низ њених есеја, интервјуа и чланака, међу којима је био и интервју са Spice Girls. In Memoriam to Identity скреће пажњу на популарне анализе Рембоовог живота и Звука и беса, конструишући или откривајући друштвени и књижевни идентитет. Иако позната у књижевном свету по стварању потпуно новог стила феминистичке прозе и по својој трансгресивној фикцији, била је и панк и феминистичка икона због својих посвећених портрета субкултура, жена јаке воље и насиља.
Између 1990. и 1993. објавила је још четири књиге: In Memoriam to Identity (1990); Hannibal Lecter, My Father (1991); Portrait of an Eye: Three Novels (1992), такође састављена од већ објављених дела; и My Mother: Demonology (1992). Њен последњи роман, Pussy, King of the Pirates, објављен је 1996. године, који су она, Рико Бел и остатак рок групе Меконс такође прерадили у оперету, коју су извели у Музеју савремене уметности у Чикагу, 1997.
Током 2007. Amandla Publishing је поново објавила Акерове чланке које је писала за New Statesman од 1989. до 1991. Grove Press је објавио две необјављене ране новеле у свесци Rip-Off Red, Girl Detective and The Burning Bombing of America, и збирку изабраних дела, Essential Acker, коју су уредили Ејми Шхолдер и Денис Купер 2002.
Три тома њене публицистике објављена су и реиздана постхумно. Године 2002. Универзитет у Њујорку је приредио Discipline and Anarchy, ретроспективну изложбу њених радова, док је 2008. лондонски Институт за савремену уметност приказао вече филмова под утицајем Акер.

## Постхумна репутација
Збирку есеја о њеном раду под насловом Lust for Life: On the Writings of Kathy Acke, коју су уредили Карла Хрриман, Авитал Ронел и Ами Шолдер, објавио је Версо 2006. године и укључује есеје низа аутора. Године 2009. објављена је прва збирка есеја која се фокусира на академско проучавање дела Акерове, Acker, Kathy Acker and Transnationalism. Семиотекст(е) је 2015. године објавио I'm Very Into You, књигу Акерове преписке путем е-поште са теоретичарком медија Макензи Ворк, коју је уредио Матиас Вигенер. Њена лична библиотека се налази у читаоници Универзитета у Келну у Немачкој, а радови су подељени између библиотеке Фалес Њујорк и библиотеке ретких књига и рукописа Рубенштајн на Универзитету Дјук. Ограничени део њених снимљених читања и дискусија о њеним делима постоји у архиви посебних колекција Универзитета Калифорније у Сан Дијегу.
Године 2013. покренута је награда Акер која је добила име по Кети Акер. Додељује се живим и преминулим члановима авангардне уметничке сцене Сан Франциска или Њујорка, а финансирају је Алан Кауфман и Клејтон Питерсон.
Амерички писац и уметник Крис Краус објавио је 2017. године d After Kathy Acker: A Literary Biography, прву дугу биографију о животним искуствима и књижевним стратегијама Кети Акер. Амерички писац Даглас А. Мартин објавио је Acker, подужу књигу о Акеровим утицајима и уметничком путу.
Британска списатељица Оливија Лаинг објавила је 2018. године Crudo,роман који се реферише на Акерова дела и живот, а чији је главни лик жена по имену Кети, која болује од двоструког рака дојке; ипак догађаји у књизи се дешавају у периоду август–септембар 2017. Године 2019, Ејми Шолдер и Даглас А. Мартин заједно су уређивали Kathy Acker: The Last Interview and Other Conversations. Кејт Замбрено је писала о Кети Акер у свом есеју „Њујорк Сити, лето 2013“ објављеном у оквиру збирке Screen Tests (Harpers Collins, 2019). Есеј је првобитно објављен у Icon који је уређивала Ејми Шхолдер (Feminist Press, 2014).
У периоду од 1. маја 2019. до 4. августа 2019. у Институту за савремену уметност у Лондону одржана је изложба I, I, I, I, I, I, I, Kathy Acker. На изложби су представљени радови више од 40 уметника. Године 2020. Grove Press је издао ново издање Портрета ока, са уводом Кејт Замбрено.

### Романи, приче
- Politics (1972)
- The Burning Bombing of America: The Destruction of the United States (pub. 2002, from manuscript 1972)
- Rip-Off Red, Girl Detective (pub. 2002, from manuscript 1973)
- Childlike Life of the Black Tarantula By the Black Tarantula (1973)
- I Dreamt I Was a Nymphomaniac: Imagining (1974)
- Haiti: A Trip to the Voodoo Doctor (Travelers Digest Issue 1, Volume 1, 1977; later published in Kathy Goes to Haiti)
- Adult Life of Toulouse Lautrec (1978)
- Florida (1978)
- Kathy Goes to Haiti (1978)
- The Seattle Book: For Randy and Heather (1980, with illustrations)
- The Persian Poems by Janey Smith (Travelers Digest Issue 2, Volume 1, ed. Jeff Goldberg, 1980; poems from Blood and Guts in High School, with drawings by Robert Kushner, 1980)
- N.Y.C. in 1979 (1981)
- Hello, My Name Is Erica Jong (1982; also available in Blood and Guts in High School)
- Translations of the Diaries of Laure the Schoolgirl (1983)
- Implosion (1983; also available in My Death My Life by Pier Paolo Pasolini)
- Great Expectations (1983)
- Algeria : A Series of Invocations Because Nothing Else Works (1984)
- My Death My Life by Pier Paolo Pasolini (1984)
- Blood and Guts in High School (1984)
- Don Quixote: Which Was a Dream (1986)
- Lust: A Sailor's Slight Identity (1987, available in Hannibal Lecter, My Father)
- Literal Madness: Three Novels (Reprinted 1987; contains Kathy Goes to Haiti, My Death My Life by Pier Paolo Pasolini, Florida)
- Young Lust (1988; contains Kathy Goes to Haiti, The Adult Life of Toulouse Lautrec by Henri Toulouse Lautrec, and Florida)
- Empire of the Senseless (1988)
- In Memoriam to Identity (1990)
- Hannibal Lecter, My Father (1991)
- Portrait of an Eye (1992, includes early novels Childlike Life of the Black Tarantula By the Black Tarantula (1973); I Dreamt I Was a Nymphomaniac: Imagining (1974); Adult Life of Toulouse Lautrec (1978)
- My Mother: Demonology (1994)
- Pussycat Fever (with Diane Dimassa and Freddie Baer, illustrators, 1995)
- Pussy, King of the Pirates (1996)
- Portrait of an Eye: Three Novels (Reprinted 1998)
- Eurydice in the Underworld (1998)
- Essential Acker: The Selected Writings of Kathy Acker (2002)[43]
- New York City in 1979 (2018, Penguin Modern)
- Kathy Acker (1971–1975) (2019, Éditions Ismael, 656 pgs.), ed. Justin Gajoux and Claire Finch, critical edition of unpublished early writings from 1971 to 1975
- The Golden Woman (poem, 1969–1970)
- Section from DIARY (1–2, 1971)
- Portraits (7, 1971)
- Portraits and Visions (summer 1971)
- Diary Warmcatfur (1, 1972)
- Politics (1972, full text)
- For H. (1972)
- Revolutionary Diary of an Anarchist (1972)
- Journal Black Cats Black Jewels (summer 1972)
- Gold Songs for Jimi Hendrix (1972)
- Breaking Up (summer 1972)
- [Letter to Berndadette Mayer] (fall 1972)
- Entrance into Dwelling in Paradise (poems, fall 1972)
- [Exercises] (fall 1972)
- Stripper Disintergration (2–3, 1973)
- Section from Diary (3, 1973)
- [Letter to Bernadette Mayer] (1973)
- The Beginning of the Thesmophoriazusae (7–9, 1973)
- Part I of Breaking Through Memories into Desire (11, 1973)
- Part II [of Breaking Through Memories...] (1, 1974)
- Conversations (1, 1974)
- [Letters to Alan Sondheim] (2–3, 1974)
- [Letter to Bernadette Mayer] (3/3/1974)

### Поезија
Ово није целовита листа.
This symbol # indicates published in Kathy Acker (1971–1975) (2019, Éditions Ismael, 656 pgs.), ed. Justin Gajoux and Claire Finch, critical edition of unpublished early writings from 1971 to 1975
- The Golden Woman (poem, 1969–1970) #
- Journal Black Cats Black Jewels (summer 1972) #
- Gold Songs for Jimi Hendrix (1972) #
- Part I of Breaking Through Memories into Desire (11, 1973) #
- Part II [of Breaking Through Memories...] (1, 1974) #
- Baby don't give baby don't get (from the novel Florida)
- Homage to Leroi Jones (poems, pub. 2015 by Lost and Found: The CUNY Poetics Documents Initiative, from manuscript 1972)

Discussion/reading of two poems from the novel Blood and Guts in High School

### Позоришна дела
- Desire (Bomb 3, spring 1982)
- Lulu Unchained (drama, 1985, first performed at ICA; available in the novel Don Quixote: Which Was a Dream)
- The Birth of the Poet (drama, 1981; performed at the Brooklyn Academy of Music in 1985, directed by Richard Foreman; published in Eurydice in the Underworld; also in Wordplays 5: An Anthology of New American Drama, 1987)
- Requiem (drama, 1997; published in Eurydice in the Underworld)

### Сценарио
- Variety (1985)

### Музика
- Pussy (1994, produced by CodeX; contains two sections, O and Ange and Pussy, King of the Pirates: Her Story)
- The Stabbing Hand (1995) – spoken-word guest appearance on alternate mix of song by Oxbow, included on reissues of album Let Me Be a Woman[44]
- Pussy, King of the Pirates (1997, Touch and Go Records) – Acker's operetta, performed and recorded by the Mekons with Kathy Acker
- Redoing Childhood (2000) spoken-word recording, KRS 349.

### Есеји и друго
Ово није комплетна листа. Симбол ^^ ознчава доступност у колекцији Кети Акер која се налази на Дјук Универзитету. Симбол # означава да је есеј укључен у колекцију Bodies of Work: Essays (London: Serpent's Tail, 1997).
- Notes on Writing from the Life of Baudelaire (1979^^)
- New York City 1983 (from Marcus Leatherdale: His photographs – a book in a series on people and years, with Christian Michelides, published by Wien, Molotov, 1983)
- Realism for the Cause of Future Revolution (from Art After Modernism: Rethinking Representation, 1984#)
- Collette (1985#)
- An Actual Institution of Art (1986^^)
- Introduction to collection Young Lust (1988)
- Introduction to Boxcar Bertha (1988#)
- A Few Notes on Two of my Books (from Review of Contemporary Fiction, vol 9, no. 3, Fall 1989#)
- Blue Valentine (1989^^)
- Review of Scandal for Weiner (1989^^)
- Low: Good and Evil in the Work of Nayland Blake (1990) A selection is available in the Kathy Acker collection Body of Works: Essays.
- The World According to Peter Greenway (from The Village Voice, volume 35, April 17, 1990#)
- In the Underworld (1990^^)
- William Burroughs' Realism (1990)
- From Counter-Culture to Culture, But Here's no Culture/Fuck Ecology and the Death of Communism/The Meaning of the 80s (1990^^)
- New York City 25/12/89-31/12/89 at the Edge of the New (1990^^)
- The Language of Sex The Sex of Language (1990)
- Critical Languages (1990#)
- Dead Doll Humility (1990).
- The Meaning of the Eighties (from The Village Voice, volume 35, January 2, 1990#)
- Bodybuilding (1991)
- The War at Home: Bonfire of the Vanities by Brian de Palma (1991^^)
- Red Wings: Concerning Richard Prince's "Spiritual America" (from Parkett, 1992#)
- Against Ordinary Language: The Language of the Body (from The Last Sex: Feminism and Outlaw Bodies, 1993#)
- Reading the Lack of the Body: The Writing of the Marquis de Sade (from The Divine Sade, 1994#)
- After the End of the Art World (1994^^)
- Statements on the Nature of Musical Comedy (1994^^)
- Seeing Gender (from Critical Quarterly, 1995#)
- Running through the World: On the Art of Kiki Smith (1995^^)
- Mirror: Two Works of Art (1995^^)
- Moving Into Wonder (An introduction to Time Capsule: A Concise Encyclopedia by Women Artists, 1995#)
- Unidentified contribution to Dust: Essays (1995)
- Writing, Identity, and Copyright in the Net Age (from MMLA, volume 28, number 1, Spring 1995#)
- Samuel Delaney: Orpheus (1996^^)
- On Delany the Magiian (Foreword to Trouble on Triton, 1996#)
- The Future (1997#)
- The Gift of the Disease (The Guardian, January 18, 1997)
- Bruce Willis and Me (1997^^)
- Bodies of Work: Essays (1997). Includes a preface. Any essay with symbol # indicates it is included in this collection.
- Acker: Articles from The New Statesman 1989–1991 (2007, Amandla Publishing)
- Russian Constructivism (from Blasted Allegories) (date unknown#)
- Notes on a title page of Herman Melville's White Jacket (Undated)
- Some American Cities (from Marxism Today) (date unknown#)
- Postmoderism (undated #)
- About Robert Mapplethorpe (undated^^)
- Allen Ginsberg: A Personal Portrait (undated^^)
- A Bunch of Propositions about the Hernandez Brothers (undated^^)
- On Twin Peaks (undated^^)
- Women who have Big Muscles (undated^^)
- The End of Poetry (undated^^)
- Eugenie De Franval (undated^^)
- Fabre's Work or Opera (undated^^)
- Unidentified essay, part of the Iain Sinclair inventory.

### Interviews and conversations
Нецеловита листа:
- Interview with Barry Alpert (Mitali Restaurant, pub. in Only Paper Today, March 30, 1976) Published in The Last Interview.
- "Kathy Acker by Mark Margill" (pub. in BOMB Magazine, July 1, 1983)
- Informal Interview (with R.J. Ellish, Carolyn Bird, Dawn Curwen, Ian Mancor, Val Ogden, and Charles Patrick, April 23, 1986) Published in The Last Interview.
- Kathy Acker at the ICA (Part of the Anthony Rolland Collection of Films and Art, Writers in Conversation, 1986)
- A Conversation with Kathy Acker (with Ellen G. Friedman, Gramercy Park Hotel, NYC, 1 February 1988) Pub. in Review of Contemporary Fiction 9, No. 3 (Fall 1989): 12–22.
- Conversations with Dean Kulpers (Gramercy Park Hotel Bar, NYC, July 2, 1988). Published in The Last Interview.
- Devoured by Myths: An Interview with Sylvere Lotringer (New York, Oct 1989 – May 1990, published in Hannibal Lecter My Father) The unexpurgated transcript was published in The Last Interview.
- "An interview with Kathy Acker" (with Larry McCaffery, pub. in Mississippi Review 20, Nos. 1–2 (1991): 83–97).
- The On Our Backs Interview: Kathy Acker (with Lisa Palac, May/June 1991). Published in The Last Interview.
- Kathy Acker Interviewed by Rebecca Deaton (pub. in Textual Practice 6, No. 2 (Summer 1992): 271–82.
- Body Building (with Laurence A. Rikels, pub. in Artforum, February 1994). Published in The Last Interview.
- Can't: Walk and chew gum (with Ricahrd Kadrey, from Covert Culture series, pub. in Hotwired online, 13 September 1995)
- Kathy Acker (in conversation with Beth Jackson, pub. in eyeline, Autumn/Winter 1996). Published in The Last Interview.
- Strange Gaze interview with Anton Corbijn (1996, source unknown, available at Duke University's collection of Kathy Acker's papers)
- All Girls Together: Kathy Acker Interviews the Spice Girls (pub. The Guardian, 1997) Published in The Last Interview.
- The Last Interview (with Kesia Boddy, 1997) Published in The Last Interview.
- Candle in the Wind (interviewed by Ruben Reyes, Phsycus Room, Issue 3, Summer 1998)
- Kathy Acker (with Andrea Juno and V. Vale, pub. in Angry Women (RE/Search, 1991: June Books, 1999). Published in The Last Interview.
- Pussy and the Art of Motor Cycle Maintenance or how to be a pirate on-line and channel your energies so as to remember your dreams... (interviewed by Rosie X, date/magazine unknown)
- interview with Karl Schieder (July 25, 1991, The Naropa Institute, Boulder, Colorado, pub. in ilato.org, pub date unknown)
- A Conversation with Kathy Acker (interviewed by Benjamin Bratton (Speed), pub. in Apparatus and Memory, date unknown)
- Kathy Acker interviews William S. Burroughs (date unknown)

### Преписка
Некомплетна листа:
- Spread Open, with artist Paul Buck. Incorporates correspondence between Kathy Acker and Buck from early 80s. Published in 2005 by Dis Voir.
- I'm Very Into You. A book of Acker's email correspondence with media theorist McKenzie Wark, edited by Matias Viegener, her executor and head of the Kathy Acker Literary Trust. Pub. in 2015, by Semiotext(e).